# Callimedusa
Callimedusa é um género de anfíbios da família Hylidae. Está distribuído desde o Equador até ao Peru, desde a Colômbia até à Bolívia, e Guianas.

## Espécies
- Callimedusa atelopoides (Duellman, Cadle, and Cannatella, 1988)
- Callimedusa baltea (Duellman and Toft, 1979)
- Callimedusa duellmani (Cannatella, 1982)
- Callimedusa ecuatoriana (Cannatella, 1982)
- Callimedusa perinesos (Duellman, 1973)
- Callimedusa tomopterna (Cope, 1868)